# Валентин Йосков
Валентин Йосков Йосков (роден на 5 юни 1998 г.) е български футболист, нападател, състезаващ се за отбора на Етър, под наем от ЦСКА 1948.

## Кариера
Роден в Бургас, Йосков започва да тренира футбол в школата на местния Черноморец, а на 13-годишна възраст е привлечен от Черно море. През януари 2014 г., когато е едва на 15 години, Йосков е извикан да проведе зимната подготовка с мъжкия тим на „моряците“ от тогавашния наставник Георги Иванов – Гонзо и дори взема участие в контроли.
През сезон 2014/15 Йосков бележи 28 гола в Елитната юношеска група до 17 години. Заради силните си изяви през януари 2015 г. изкарва едноседмичен пробен период в италианския гранд Рома.
През октомври 2015 г., Йосков отново е извикан да тренира с първия тим на Черно море. Треньорът Никола Спасов го включва в групата на отбора за домакинството от А група на Славия (София) на 17 октомври, но нападателят остава като неизползвана смяна. В следващия кръг от първенството Йосков дебютира официално за варненския клуб. На 23 октомври влиза на терена в 83-тата минута при гостуването на Левски (София), заменяйки Тодор Паланков.

## Статистика
Към 12 юни 2016 г.
| Клуб       | Сезон   | Първенство | Първенство | Купа   | Купа   | Евротурнири | Евротурнири | Общо   | Общо   |
| Клуб       | Сезон   | Мачове     | Голове     | Мачове | Голове | Мачове      | Голове      | Мачове | Голове |
| ---------- | ------- | ---------- | ---------- | ------ | ------ | ----------- | ----------- | ------ | ------ |
| Черно море | 2015/16 | 5          | 0          | 1      | 1      | –           | –           | 6      | 1      |
| Общо       |         | 5          | 0          | 1      | 1      | 0           | 0           | 6      | 1      |